# Gustav Pinkenburg
Gustav Pinkenburg (* 21. April 1886; † 1958) war ein deutscher Verwaltungsbeamter und 1945/46 Oberbürgermeister von Würzburg.

## Leben
Pinkenburg kam im Jahr 1908 nach Würzburg. Nach einer Zeit beim Militär als Unteroffizier (im Ersten Weltkrieg war er aktiver Militärfeldwebel), war er später bei der Reichsbahn und dann als Leiter eines von ihm 1924 gegründeten Verkehrs- und Reisebüros auf dem Würzburger Bahnhofsplatz tätig. Danach war er Subdirektor der Allianz-Lebensversicherungsgesellschaft.
Am 6. April 1945, dem Tag nach den letzten Weltkriegskämpfen in Würzburg, wurde Pinkenburg, der früher SPD-Mitglied gewesen war, von der amerikanischen Militärregierung unter ihrem Direktor Henderson zum vorläufigen geschäftsführenden Bürgermeister von Würzburg ernannt. Sein Stellvertreter war von April bis Juli 1945 der Fabrikant Otto Stein. Im Mai 1945 bewirkte Pinkenburg, auf einen Vorschlag des 1936 von den Nationalsozialisten verhafteten Bäckermeisters und Kommunisten Konrad Försch, der ab 1939 in den Konzentrationslagern Dachau und Buchenwald Pinkenburg inhaftiert war, hin, dass die US-Army Nationalsozialisten zwangsweise für Aufräumarbeiten in der zerbombten Stadt rekrutierten. Försch wurde zum Kommandanten eines anfangs vor allem aus aktiven NSDAP-Mitgliedern bestehenden Totenbergungskommandos ernannt. Pinkenburg gab sein Amt als kommissarischer Oberbürgermeister am 6. Juni 1946 aus gesundheitlichen Gründen auf und Michael Meisner wurde daraufhin erster gewählter Oberbürgermeister der Stadt nach dem Krieg. Das Büro des Oberbürgermeisters war zunächst am Ludwigkai 4 im Bau der Militärregierung und ab September 1945 im Studentenhaus in der Jahnstraße 1 untergebracht.
Seine Wohnung hatte der als Kaufmann tätige Oberbürgermeister a. D. in der Marienstraße.